# 光電変換
光電変換（こうでんへんかん）とは、主に工学において、電子と光子の相互作用を利用して、光を電気に変換すること。あるいは、電子状態を変化させることにより、発光させること。

## 例
光→電気の変換をするもの
- 撮像素子
- フォトダイオード
- フォトトランジスタ
- 光電池
- 光電管
- 光電子増倍管

電気→光の変換をするもの
- 発光ダイオード
- 半導体レーザー